# Damià Vidal Burdils
Damià Vidal Burdils (Felanitx, 1894 - sa Pobla, 1961). Notari i pintor.
Era fill de Salvador Vidal i de Coloma Burdils “de Can Vica”, de Felanitx. Notari. Simpatitzà amb el mallorquinisme conservador. Es relaciona amb els cercles intel·lectuals del catalanisme a Mallorca i va ser col·laborador de “La Nostra Terra”. Va ser notari de Santa Maria i després de sa Pobla. Signà la Resposta als Catalans del juny de 1936. El 1945, influït per Pilar Muntaner i Tito Cittadini, comença a pintar. Exposà a Palma (1948 i 1951) i a Felanitx (1952). Pintà sobretot paisatges de Búger, Campanet i Felanitx, en un estil clàssic, dolç i intimista.